# Okres Szikszó
Okres Szikszó (maďarsky Szikszói járás) je okres v severovýchodním Maďarsku v župě Borsod-Abaúj-Zemplén. Jeho správním centrem je město Szikszó.

## Sídla
| - Abaújlak - Abaújszolnok - Alsóvadász - Aszaló - Felsődobsza - Felsővadász - Gadna - Gagybátor | - Gagyvendégi - Halmaj - Hernádkércs - Homrogd - Kázsmárk - Kiskinizs - Kupa - Léh | - Monaj - Nagykinizs - Nyésta - Rásonysápberencs - Selyeb - Szentistvánbaksa - Szikszó |